# Мирослав Петрашиновић
Мирослав Петрашиновић (Крагујевац, 24. фебруар 1985) је председник Скупштине града Крагујевца.

## Биографија
Рођен је 24. фебруара 1985. године у Крагујевцу. Основну и средњу школу завршио је у родном граду, а затим и Правни Факултет у Крагујевцу где је стекао звање дипломираног правника. Ожењен је.
Након дипломирања па до јуна 2014. године кроз програм стручна пракса Националне службе за запошљавање био је радно ангажован у Републичком фонду за здравствено осигурање Филијала за Шумадијски округ са седиштем у Крагујевцу на пословима самосталног стручног сарадника за послове ИНО осигурања.
Од октобра 2014. године заснива радни однос у Агенцији за приватизацију Републике Србије, Сектор за контролу извршења уговора, Регионална Канцеларија Крагујевац, радно место - самостални стручни сарадник.
Члан је Српске напредне странке од оснивања 2008. године. У августу 2015. године изабран је за потпредседника Градског одбора Крагујевац, ову функцију и даље обавља.
За председника Скупштине града изабран је на седници 10. јуна 2016. године.